# Live (Bonnie Tyler-album)
Bonnie Tyler első live CD-je 2006-ban Spanyolországban, Belgium-ban és Németországban jelent meg, majd később az egész világon kiadásra került. Az 59 perc 37 másodperc hosszúságú korongot a Stick Music jelentette meg.

## Az albumról
A Live Bonnie Tyler első koncertalbuma. A kiadvány a korábban megjelent Bonnie on Tour Live DVD hanganyagát tartalmazza. 
A 16 felvételből kettő intro, az egyik a nyitány, a másik pedig átkötés. A 14 dalból 11 Párizsban készült 2005-ben az énekesnő születésnapi koncertjén a La Cigalé színházban. A maradék 3 dal pedig Spanyolországban, Zaragozában készült az M80 Radio szabadtéri rendezvényén, ahol 70.000 ember előtt lépett fel az énekesnő.

## Dalok
| #  | Dalcím                                 | Zeneszerző                       | Producer   | Hossz |
| -- | -------------------------------------- | -------------------------------- | ---------- | ----- |
| 1  | Intro*                                 | Jim Steinman                     | John Stage | 1:06  |
| 2  | Holding Out for a Hero*                | Jim Steinman                     | John Stage | 3:49  |
| 3  | All I Need Is Love*                    | Stuart Emerson                   | John Stage | 4:48  |
| 4  | Driving Me Crazy*                      | Karen Drotar; Bonnie Tyler       | John Stage | 3:34  |
| 5  | Crying in Berlin*                      | Paul D. Fitzgerald; Bonnie Tyler | John Stage | 3:48  |
| 6  | Celebrate */**                         | Karen Drotar; Bonnie Tyler       | John Stage | 3:34  |
| 7  | Hold Out Your Heart*                   | Paul D. Fitzgerald; Bonnie Tyler | John Stage | 4:13  |
| 8  | Run Run Run*                           | Karen Drotar; Bonnie Tyler       | John Stage | 3:28  |
| 9  | Louise*                                | Paul D. Fitzgerald; Bonnie Tyler | John Stage | 3:34  |
| 10 | Intro 2 (Holding Out for a hero Theme* | Jim Steinman                     | John Stage | 1:34  |
| 11 | Lost in France*                        | Scott/Wolfe                      | John Stage | 4:13  |
| 12 | If You Were a Woman***                 | Desmond Child                    | John Stage | 4:28  |
| 13 | Total Eclipse of the Heart*            | Jim Steinman                     | John Stage | 3:54  |
| 14 | Simply Believe***                      | John Stage; Bonnie Tyler         | John Stage | 5:06  |
| 15 | Here She Comes***                      | Giorgio Moroder                  | John Stage | 3:34  |
| 16 | It’s a Heartache*                      | Scott/Wolfe                      | John Stage | 5:00  |

- * Élő koncertfelvétel Párizsból
- **Vendég előadóművészek: Normandy Highland Pipe Band
- ***Élő koncertfelvétel Saragosából (Spanyolország)

## DVD változat
A párizsi és a spanyolországi koncert felvételei DVD formátumban is megjelentek, extrákkal, háttérvideókkal, dalszövegekkel és fotógalériával.